# Paul Chillan
Paul Chillan est un footballeur français né le 17 décembre 1935 à La Trinité (France) et mort le 1er septembre 2021 au Robert,.
Ce Martiniquais a joué huit saisons comme ailier gauche à Nîmes de 1959 à 1967 : il a marqué 53 buts en 213 matches de championnat de Division 1.

## Palmarès
- International français en 1963
- Vice-Champion de France 1960 avec le Nîmes Olympique